# Alexei Busuioc
Alexei Busuioc ( n. 18 septembrie 1967, Capaclia, raionul Cantemir, RSS Moldovenească, URSS) este un om politic și de stat moldovean. A fost primar de Capaclia (2003-2007), (2011-2019), consilier raional de Cantemir (2007-2011) și consilier șef al Direcției de planificare a politicilor din cadrul Președintelui Republicii Moldova (2001-2003).

## Biografie
Născut la 18 septembrie 1967 în satul Capaclia, raionul Cantemir .
În perioada 1974-1984 a studiat la școala Capaclia, din 1984 până în 1993 a studiat la Universitatea de Stat din Bălți. Alec Russo, inclusiv din 1988 până în 1990, a făcut serviciul militar în rândurile armatei sovietice.
Din 1993 până în 1994 a lucrat ca profesor de limba franceză la Liceul Capaclia.
Din 1994 până în 1997 a fost angajat în activitate de antreprenor privat.
Din 1998 până în 2000 a studiat la Universitatea Marc Bloch din Strasbourg, Franța, iar între 2001 și 2003 a lucrat ca consilier șef al Departamentului de planificare a politicilor din cadrul Președintelui Republicii Moldova .

### Activitate politică
În 2003 a fost ales  primar al satului Capaclia pe listele Partidului Comuniștilor din Republica Moldova .
În 2005, a candidat ca independent la Parlamentul Republicii Moldova, obținând 0,06% din voturi și, din această cauză, nu a depășit pragul de 3%. 
Din 2006 până în 2008 a fost membru al Partidului Social Democrat din Republica Moldova.
În 2007 a fost ales  Consilier raional al municipiului Cantemir pe listele Partidului Democrat din Moldova .
În 2011, a fost reales în funcția de primar al orașului Capaclia pe listele Partidului Liberal Democrat din Moldova și președinte al filialei Cantemir a Congresului Autorităților Locale din Republica Moldova.
În 2013 s-a înfrățit Capaclia cu comuna Cumpăna , județul Constanța, România . Comuna Cumpăna, situată aproape de litoralul Mării Negre, organizează anual o tabără de vară pentru copii pentru copiii din Capaclia.
În 2015, a fost reales  primar al satului Capaclia ca candidat independent și în același an a înfrățit Capaclia cu comuna Ciugud, județul Alba, România. 
În 2016, s-a înfrățit pe Capaclia cu comuna Niculițel, județul Tulcea, România. 
În 2018, s-a numărat printre semnatarii declarațiilor simbolice ale autorităților locale ale Republicii Moldova privind unirea cu România, în cinstea sărbătoririi a 100 de ani de la unirea pământurilor românești din 1918. În același an, a acceptat oferta de a deveni unul dintre „Ambasadorii Unificării” ai Platformei Unioniste Acțiune 2012.
În luna martie a aceluiași an, a participat la Iași la congresul de înființare al Ligii Alegerilor Locale Unioniste din România și Republica Moldova.
În 2019, a anunțat că nu va mai candida la funcția de primar al Capaclia.

#### Alegeri legislative 2021
La 1 iunie 2021, Partidul Legii și Dreptății a depus documentele pentru înregistrarea participării la alegerile parlamentare anticipate din 11 iulie 2021 la CEC. Pe lista partidului, condus de Mariana Durleșteanu, Alexei Busuioc a ocupat locul trei. 